# 铃峰女子短期大学
铃峰女子短期大学（日语：／ Suzugamine Joshi Tanki Daigaku *），简称铃短，是過去一所位于日本广岛县广岛市西区的私立短期大学，於2017年停辦。

## 概要

### 简介
- 学校最早可以追溯到1940年，广岛瓦斯电轨学园（日语：広島瓦斯電軌学園）的成立[1][2]，而短期大学于1950年开办[2]、由学校法人铃峰学园经营[3]、「报恩感谢」、「实践为」学园训[4]。

### 历史
- 1950年 铃峰女子短期大学成立并同时设置一个学科即英文科[2]。
- 1951年 家庭理科成立。英文科改编为外国语科分离为两个专攻、以下列举[2]。
  - 英语专攻[注 2][注 3][注 5]
  - 法语专攻[注 2][注 4]
- 1953年 营养科成立（更名为食物营养科于1967年、再次更名为食物营养学科于2001年）[2]。
- 1955年 日语科成立（[注 2][注 3][注 7]）[2]。
- 1964年 教养科成立（改名为教养学科于2001年[注 8]）[2]。
- 2001年 营养专攻成立于专科[2]。
- 2004年 保育学科成立[2]。
- 2008年 幼儿教育专攻成立于专科[注 9][2]。
- 2017年 停辦。

## 学校环境
- 校区：在广岛县广岛市西区

### 交通
- 广岛电铁宫岛线铃峰女子大前站下车。

## 历任校长
- 朝仓尚：现在短期大学校长[5]

## 组织

### 学科
- 食物营养学科：有「营养士」、「健康生活」、「医疗情报」、「制果」的各课程。
- 保育学科
- 职业创造学科[注 1]

### 前学科
| - 外国语科 - 英语专攻 - 法语专攻 - 家庭理科 - 日语科 - 教养学科 |

### 专科
| - 营养专攻 |

### 前专科
| - 幼儿教育专攻 |

### 业余课程
| - 没有 |

## 对外交流
- 美国华盛顿大学

## 活动
- 体育系：篮球、排球、台球、羽毛球、足球。
- 文化系：茶道、华道、美术、书法、天文、戏剧、电影。

### 附属机关
| - 图书馆 |

## 相关链接
- 日本短期大学列表